# Pterolophia quadrigibbosipennis
Pterolophia quadrigibbosipennis là một loài bọ cánh cứng trong họ Cerambycidae.